# Mejoza
Mejoza, skrót: R! (R – od redukcji) – proces podziału redukcyjnego jądra komórkowego, z którego powstają 4 jądra o połowie chromosomów (po jednym z każdej pary) komórki wyjściowej.
Mejoza jest wykorzystywana w ludzkim ciele do produkcji gamet – komórek płciowych: plemników i komórek jajowych. Jej celem jest stworzenie komórek potomnych z dokładnie połową liczby chromosomów komórki macierzystej. Inaczej ujmując, mejoza u ludzi jest procesem podziału, który przeprowadza nas od komórki diploidalnej (tej z dwoma zestawami chromosomów), do komórek haploidalnych (tych z pojedynczym zestawem chromosomów). U ludzi plemniki i komórki jajowe są komórkami haploidalnymi wytworzonymi w mejozie. Wszystkie gamety wytworzone w mejozie są haploidalne, ale nie są identyczne genetycznie. Kiedy plemnik i komórka jajowa łączą się w procesie zapłodnienia, dwa haploidalne zestawy chromosomów tworzą kompletny, diploidalny garnitur chromosomów – nowy genom.
Podziałowi mejotycznemu ulegają komórki generatywne zwierząt oraz niektóre komórki somatyczne roślin (komórki zarodnikotwórczej). W przypadku królestwa protistów wyróżnia się 2 rodzaje mejozy: mejozę pregamiczną (poprzedzającą powstanie gamet) oraz mejozę postgamiczną (następującą po powstaniu gamet).
Podczas mejozy zachodzą dwa sprzężone ze sobą podziały:
- I podział mejotyczny (mejoza I – podział redukcyjny)
- II podział mejotyczny (mejoza II – podział zachowawczy, czyli ekwacyjny; przebieg podobny jak w mitozie).

Pomiędzy chromatydami skoniugowanych chromosomów następuje wymiana krótkich odcinków DNA, czyli crossing-over. Miejsca wymiany materiału genetycznego widoczne są jako węzły zwane chiazmami. Kompleks synaptemalny jest zwarty. Dosyntetyzowywane równe jest 0,3% DNA.
Mejocyty to komórki, w których zachodzi mejoza.

Mejoza – schemat.

## Przebieg mejozy I

### Profaza I
Wykształcenie się włókienka podziałowego (kariokinetycznego); kondensacja chromatyny do chromosomów
jest długa i składa się z 5 stadiów:
- leptoten – chromosomy wyodrębniają się jako pojedyncze cienkie nici
- zygoten – zachodzi synteza zygDNA, a chromosomy homologiczne układają się w pary (koniugują ze sobą), tworząc biwalenty, nazywane inaczej tetradami – cztery chromatydy chromosomów homologicznych (tetra); liczba biwalentów stanowi połowę liczby chromosomów z leptotenu. Występuje bukiet[3].

Na tym etapie kończy się mejoza u ssaków niepłodnych, np. u muła ze względu na brak chromosomów homologicznych (jest on krzyżówką międzygatunkową).
- pachyten – na przebiegu systematycznie tworzącego się kompleksu synaptonemalnego powstają węzły rekombinacyjne, zadaniem których jest ułatwienie procesu wymiany między chromosomami; zachodzi proces Crossing-over w miejscach zwanych chiazmami.
- diploten – pary chromatyd chromosomów siostrzanych rozchodzą się, ale pozostają złączone w punktach zwanych chiazmami. Każdy biwalent jest połączony przez jedną lub więcej chiazm.
- diakineza – zanika błona jądrowa i jąderko, zachodzi maksymalna spiralizacja chromosomów w biwalentach, tworzą się włókna wrzeciona podziałowego, chromosomy homologiczne połączone są chiazmami

Zmniejszenie syntezy RNA, kondensacja chromosomów (grubieją i oddalają się od otoczki jądrowej). Kinetochory każdego z dwóch chromosomów tworzących biwalent zlewają się ze sobą. Mikrotubule łączą kinetochor tylko z jednym centromerem. Chromatydy niesiostrzane pozostają połączone w chiazmach, których liczba systematycznie maleje.

### Metafaza I
Biwalenty ustawione w płaszczyźnie równikowej (gwiazda macierzysta), mikrotubule wrzeciona podziałowego połączone z nimi poprzez kinetochory. Wrzeciono gotowe.
Wykształcają się włókienka.

### Anafaza I
Włókna wrzeciona skracają się i odciągają chromosomy do biegunów komórki – następuje redukcja liczby chromosomów.

### Telofaza I
Odtwarzanie się otoczek jądrowych. Chromosomy częściowo ulegają despiralizacji, następuje cytokineza i powstają dwie komórki potomne, które mają o połowę mniej chromosomów niż komórka macierzysta.

## Przebieg mejozy II

### Profaza II
Chromosomy ponownie ulegają kondensacji, zanika błona jądrowa i jąderko, formuje się wrzeciono podziałowe.

### Metafaza II
Kończy się tworzenie wrzeciona podziałowego. Centromery chromosomów ustawiają się w płaszczyźnie równikowej komórki. Nici białkowe wrzeciona łączą się z centromerami.

### Anafaza II
Wrzeciono podziałowe kurczy się, centromery pękają, czego skutkiem jest oddzielenie się chromatyd.

### Telofaza II
Odtworzenie otoczki jądrowej wokoło skupisk chromosomów potomnych – wyodrębnienie się jąder potomnych, despiralizacja chromosomów do chromatyny.

### Cytokineza
Następuje podział cytoplazmy.
W rezultacie mejozy I tworzą się 2 komórki haploidalne (1n) o podwojonej liczbie materiału genetycznego (2c), a kolejny podział sprawia, że w wyniku całej mejozy z jednej komórki diploidalnej powstają 4 komórki haploidalne.

## Znaczenie mejozy
Podczas mejozy powstaje komórka o zredukowanej liczbie chromosomów, dzięki czemu w procesie zapłodnienia zostaje odtworzona diploidalna komórka. Komórki haploidalne powstające po podziale posiadają nowe kombinacje genów. Wynika to z faktu, że do jąder potomnych wędrują przypadkowe chromosomy spośród chromosomów homologicznych (anafaza I), a poza tym w trakcie mejozy następuje również losowa wymiana części chromatyd chromosomów homologicznych pochodzących od obojga rodziców (crossing-over) świadcząca o zmienności genetycznej.